# 米倫戈縣
11°55′30″S 28°56′52″E / 11.9250°S 28.9478°E
米倫戈縣（英語：Milenge District），是贊比亞的縣份，位於該國北部，由盧阿普拉省負責管轄，首府設於米倫戈，面積6,261平方公里，2010年人口43,649，人口密度每平方公里7人。